# プリティキャスト
『プリティキャスト』（Pretty Cast）は、かつて日本で活動していたレオナ（玲桜奈）とエレナ（絵玲奈）の2人組アイドルユニット。ユウプロモーション所属。
1995年春、ゲーム『超人学園ゴウカイザー』のイメージガールに選ばれる。同年4月21日、『エンジェルアーミー』で歌手デビュー。その後、TX系テレビアニメ『あにめあさいち』のエンディングテーマ『Be My Love』、96年正月公開の映画『美少女戦士セーラームーンSuperS』のエンディングテーマ『Morning Moonで会いましょう』など、アニメや特撮の主題歌・キャラクターソングの世界で活躍した。ステージでは、コスプレ衣装で歌いながらマジックを披露するという斬新な演出が特徴的だった。
現在活動しているかどうかは不明。

## メンバー
レオナ（LEONA）
1976年11月2日生まれ。東京都出身。O型。身長166cm。スリーサイズは、85-55-85cm。
エレナ（ELENA）
1979年12月5日生まれ。東京都出身。O型。身長163cm。スリーサイズは、79-54-78cm。

## タイアップ
- Be My Love - 『あにめあさいち』EDテーマ
- Morning Moon で会いましょう - 『美少女戦士セーラームーンSuperS セーラー9戦士集結!ブラック・ドリーム・ホールの奇跡』EDテーマ
- 三時の妖精 - 『美少女戦士セーラームーンSuperS セーラー9戦士集結!ブラック・ドリーム・ホールの奇跡』挿入歌
- Sunshine Moonlight - 『美少女戦士セーラームーン ANOTHER STORY』主題歌
- ヒーローになる日 - 『ビーファイターカブト』挿入歌
- か・わ・ゆ・いガンバ!-YUIのテーマ - 『ビーファイターカブト』キャラクターソング
- 永遠が愛に変わるとき - 『アイアンマン』（衛星アニメ劇場版）主題歌
- 救いのヴィーナス! - 『あにめあさいち』再放送時EDテーマ

## 出演
- ビーファイターカブト（第16話「救え学園祭アイドル」） - 本人役で出演。
- とるとるコレクション ウルトラ怪獣101（1995年、バンプレスト） - CM出演